# Agrolotnictwo w Polsce
Historia agrolotnictwa (lotnictwa rolniczego) w Polsce zaczęła się w 1925 roku, kilka lat po pierwszych światowych eksperymentach w zastosowaniu samolotów rolniczych do zabiegów agrotechnicznych.

## Początki
Po pionierskim praktycznym wykorzystaniu samolotów w celu ochrony roślin w 1916 roku w Stanach Zjednoczonych, pierwsze doświadczenia przeprowadzono w Polsce już w 1925 i 1927 roku nad polskimi lasami oraz uprawami buraków cukrowych z wykorzystaniem samolotów wojskowych wyposażonych w urządzenia opylające.
Pierwszy eksperyment podjęto 13 lipca 1925, kiedy to podjęto próby zwalczania szkodników leśnych (strzygoni choinówki i barczatki sosnówki) w nadleśnictwie Mścin koło Nowego Miasta Lubawskiego. Wykorzystano do tego zmodyfikowane samoloty bombowe Breguet 14 i Potez XV, wyposażone w aparatury opylające. W kabinie Bregueta, pilotowanego przez por. pil. Karola Fiałkokwskiego i por. obs. Tadeusza Krajewskiego, zainstalowano zbiornik na 100 kg chemikaliów sypkich, a po bokach kabiny Poteza dwa zbiorniki po 50 kg. Urządzenie rozpylające działało na zasadzie ciśnienia pędu powietrza. Próby na Potezie podjęto 10 czerwca, a na Breguecie 13 lipca 1925. Kolejne próby zwalczania szkodników leśnych przeprowadzono w 1927 roku, używając tym razem przystosowanego ciężkiego dwusilnikowego bombowca Farman F-68BN4 Goliath, ze zbiornikami na 500 kg proszku.
Po raz pierwszy próby opylania upraw podjęto w sierpniu 1927 – wykorzystano wtedy samolot Breguet 14 ze zbiornikiem na 250 kg chemikaliów do opylania w Lesznie koło Błonia plantacji buraków cukrowych zaatakowanych przez grzyb. Pomimo jednak tych prób, zabiegów agrolotniczych w Polsce na większą skalę przed II wojną światową nie prowadzono.

## Po drugiej wojnie światowej
Rozwój lotnictwa rolniczego w Polsce nastąpił dopiero po wojnie. W latach 1948–1955 agrolotnictwem zajmowały się PLL LOT które przeprowadzały opylanie pól i lasów. W związku z plagą szkodników leśnych, w 1948 w CSS na 6 dwusilnikowych samolotach pasażerskich Li-2 Lotu zamontowano w kadłubie zbiornik na 2000 kg proszku i urządzenia rozpylające. Do tych prac wykorzystywano także łącznikowe Piper Cub i CSS-13. Samoloty te używane były do opylania lasów w miesiącach maj-czerwiec, a przez pozostałą część roku po demontażu aparatury używane były nadal jako pasażerskie. Około 1952 przebudowano 4 z tych samolotów oraz 3 dalsze, wyposażając je w nowszą aparaturę. Używano ich do ochrony lasów, między innymi na Podkarpaciu, do 1955.
Od 1951 zaczęto stosować ponownie samoloty do ochrony upraw, co było związane z inwazją stonki ziemniaczanej. Aparaturę opylającą zamontowano wówczas na 14 lekkich samolotach Piper Cub L4A, zakupionych wcześniej z demobilu amerykańskiego (120 kg proszku) i na 20 dwupłatowcach CSS-13 (Po-2) (280 kg proszku). Samoloty te przejęte zostały przez PLL LOT z aeroklubów i były użytkowane do połowy lat 50., kiedy Lot zaprzestał zajmować się działalnością agrolotniczą.
W 1957 powstała w Krośnie Eskadra Lotnictwa Gospodarczego, z której w 1959 powstał Lotniczy Zespół Usług Gospodarczych (LZUG) przy Aeroklubie PRL. W 1966 LZUG przekształcony został w Przedsiębiorstwo Usług Lotniczych (PUL).

## Lata 1960–1975
Od 1960 produkowany był pierwszy polski samolot specjalnie projektowany z uwzględnieniem wymagań rolniczych, wielozadaniowy PZL-101 Gawron (zaprojektowany na bazie licencyjnego Jaka-12). Zabierał on 500 kg chemikaliów, także płynnych do oprysków. Oprócz ochrony przed szkodnikami, samolotów tych używano także do nawożenia. Z 330 zbudowanych, większość używana była w polskich przedsiębiorstwach agrolotniczych.

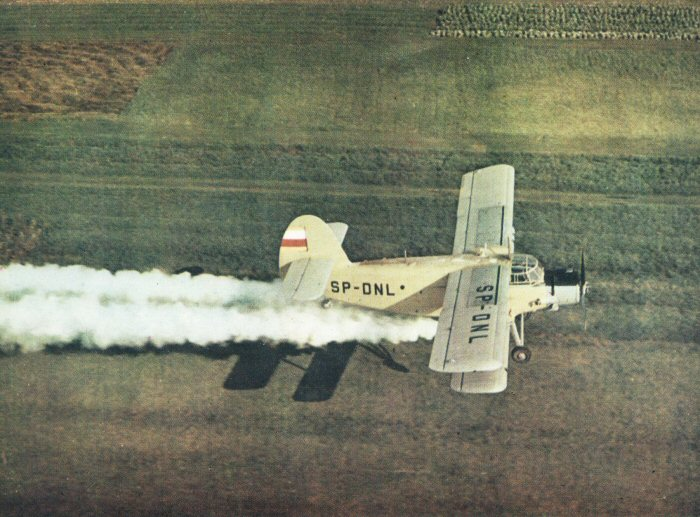
Polski An-2R podczas opylania

Również w 1960 zakłady WSK-Mielec rozpoczęły licencyjną produkcję radzieckiego wielozadaniowego dużego dwupłatowca An-2 (używanego w ZSRR także w wersji rolniczej An-2SCh). W Polsce opracowano jego własną wersję rolniczą An-2R, używaną w Polsce i eksportowaną do krajów bloku wschodniego, w tym do ZSRR. Miała ona zbiornik o pojemności 1350 l lub 1600 kg chemikaliów płynnych lub sypkich.
Od drugiej połowy lat sześćdziesiątych Polska Rzeczpospolita Ludowa stała się światowym potentatem na polu agrolotnictwa. Polscy agrolotnicy pracowali nie tylko w ponad 250 polskich PGR-ach, lecz także w przeszło 20 innych państwach.
Intensyfikacja działalności agrolotniczej związana była z utworzeniem w 1972 Zakładu Usług Agrolotniczych (ZUA) przy wytwórni WSK-Okęcie, który przejął dotychczasową agrolotniczą działalność Przedsiębiorstwa Usług Lotniczych. Podporządkowanie agrolotnictwa wytwórni, produkującej m.in. samoloty rolnicze, spowodowało dynamiczny wzrost świadczonych przezeń usług. Polskie samoloty rolnicze eksploatowane przez ZUA zaczęły zwłaszcza wykonywać liczne prace agrolotnicze za granicą.
W 1975 utworzono ponadto Zakład Eksploatacji Usług Śmigłowcowych (ZEUŚ) przy wytwórni PZL-Świdnik. Zakład ten wykonywał m.in. śmigłowcowe usługi agrolotnicze przy użyciu śmigłowców Mi-2, produkowanych w Świdniku.

## Lata 1976–1989
Apogeum znaczenia polskiego agrolotnictwa na świecie przypadło na lata siedemdziesiąte i początek lat osiemdziesiątych. Od 1976 produkowano nowy, zaprojektowany w Polsce (WSK-Okęcie) dolnopłatowy samolot rolniczy nowszej generacji, PZL-106 Kruk, przeznaczony jedynie do celów rolniczych. Zabiera on do 1050 kg środków chemicznych: proszków, płynów lub granulatów.
Również od 1976 produkowano zaprojektowany w WSK-Mielec na zlecenie ZSRR (i przy współpracy z konstruktorami tego kraju) jedyny na świecie odrzutowy samolot rolniczy M-15 Belphegor. Samolot był używany w Polsce jedynie do prób, a stosunkowo nieliczną serię wyeksportowano do ZSRR. Jednocześnie z pracami nad M-15, grupa konstruktorów mieleckich, z inż. Józefem Oleksiakiem jako konstruktorem prowadzącym, rozpoczęła we współpracy z Amerykanami prace nad samolotem zbliżonej klasy do PZL-106, skonstruowanym na bazie amerykańskiego samolotu Ayres Thrush. Ze względów politycznych prace nad M-18 zostały przerwane, a następnie kontynuowane półoficjalnie na lotnisku pod Rzeszowem. Efektem tych prac było opracowanie udanego samolotu PZL M18 Dromader, którego produkcję rozpoczęto w 1978, a trwa ona do chwili obecnej (2012). M-18 Dromader zabiera do 1500 kg chemikaliów, najnowsze wersje M-18B do 2200 kg.
PZL-106 i M-18 użytkowane były i są przez polskie przedsiębiorstwa agrolotnicze; M-18 odniósł przy tym spory sukces eksportowy, będąc sprzedawany do wielu krajów zachodnich. Szczególną popularnością cieszy się na rynkach Ameryki Łacińskiej oraz w Indiach. Oprócz zastosowań rolniczych, przystosowany może być również do gaszenia pożarów dużych kompleksów leśnych. Od 1984 Zakład Usług Agrolotniczych zaczął zajmować się także gaszeniem pożarów leśnych przy użyciu samolotów, głównie M-18.
Począwszy od lat osiemdziesiątych znaczenie polskiego agrolotnictwa zaczęło stopniowo maleć. Oznaczone literami „SP” samoloty i śmigłowce znikały z nieba kolejnych państw, a także z rynku krajowego.

## Działalność za granicą
W 1966 samoloty i załogi z WSK Okęcie w ramach 4-letniej umowy czarterowej po raz pierwszy wykonywały zabiegi agrolotnicze w Austrii, RFN, Libii i Tunezji, w barwach austriackiej firmy.
Pierwszym samodzielnym kontraktem polskich firm na zagraniczne usługi agrolotnicze było opylanie pól bawełny w Sudanie w latach 1967/69 przez grupę 10 An-2 z WSK- Mielec.
Z chwilą powstania Zakładu Usług Agrolotniczych w 1972, polskie samoloty rolnicze zaczęły wykonywać liczne prace za granicą, zwłaszcza w Egipcie, Sudanie i Etiopii. W ramach WSK Okęcie i ZUA polskie samoloty i załogi wykonywały prace agrolotnicze w 20 państwach świata, w Europie (Finlandia, Austria, RFN, Czechosłowacja, NRD, Węgry i Bułgaria), Afryce (Egipt, Sudan, Etiopia, Libia, Tunezja, Algieria, Nigeria, Mali) i Azji (Wietnam, Indie, Iran, Syria, Pakistan). W Egipcie, Sudanie i Iranie założono własne bazy remontowe sprzętu.
Od 1975 roku Zakład Eksploatacji Usług Śmigłowcowych wykonywał również usługi agrolotnicze w Egipcie, Sudanie, Iranie, Nigerii, Kamerunie, Jugosławii, Czechosłowacji, NRD, Mali, jak również usługi w zakresie zwalczania pożarów leśnych w Hiszpanii i Portugalii.

## Lata 90.
W latach 90., po likwidacji Państwowych Gospodarstw Rolnych, nastąpiło zmniejszenie rynku krajowych usług agrolotniczych, co spowodowało praktyczne wycofanie z rolnictwa (ok. 1992) samolotów AN-2R. Wcześniej zaprzestano także nawożenia lasów. Polskie firmy agrolotnicze wycofały się też kolejno z rynków międzynarodowych.
Obecnie Zakład Usług Agrolotniczych z siedzibą w Mielcu jest komórką usługową w strukturach PZL „Warszawa-Okęcie” SA. ZUA wciąż prowadzi prace agrolotnicze za granicą, przede wszystkim w Sudanie i Iranie, gdzie istnieją polskie bazy remontowe.
W 1992 Zakład Eksploatacji Usług Śmigłowcowych przekształcono w Lotnicze Przedsiębiorstwo Usługowe „Heliseco” Sp. z o.o., należące do WSK PZL Świdnik S.A.
Istnieją też mniejsze prywatne firmy lotnicze, mające w swoim zakresie działalności usługi agrolotnicze, jak „Aerogryf” i „Air Service”.